# رود برود
رود برود (بالهولندية: Ruud Brood)‏ (19 أكتوبر 1962 بخوريكوم في هولندا - ) هو مدرب كرة قدم ولاعب كرة قدم هولندي في مركز الوسط. شارك مع منتخب هولندا لكرة القدم. أما مع النوادي، فقد لعب مع آر كي سي فالفيك ودين بوستش وفاينورد وفيلم تو تيلبورغ وناك بريدا.

## روابط خارجية
- رود برود على موقع قاعدة بيانات كرة القدم.إي يو (الإنجليزية)
- رود برود على موقع Soccerway.com (الإنجليزية)
- رود برود على موقع عالم كرة القدم.نت (الإنجليزية)